# 三咲
三咲（みさき）は、千葉県船橋市の町名。現行行政地名は、三咲一丁目から九丁目、及び三咲町。郵便番号は三咲が274-0812、三咲町が274-0811。

## 地理
線路・道路周辺に住宅が集中する傾向がある。付近には三咲川が流れており、農業が主流である。

### 隣接町名
- みやぎ台（北）
- 三咲町（北東）
- 楠が山町（北東）
- 大穴北（北東〜東）
- 大穴南（南東）
- 南三咲（南）
- 二和東（西）

## 歴史
明治時代初期、貧民救済のため、小金牧佐倉牧の土地を入植開拓させた際、開拓を計画した順番に数字を振り、そこに縁起の良い瑞祥地名をつけたことに由来する。開墾地の地名は順に初富、二和、三咲、豊四季、五香、六実、七栄、八街、九美上、十倉、十余一、十余二、十余三と続く。三咲は小金牧のひとつ、下野牧で、1869年11月〜12月に開墾された。
1889年（明治22年）の町村制施行時には東葛飾郡八栄村（やさかえむら）の大字三咲となる。1937年（昭和12年）、八栄村は船橋市、葛飾町、法典村、塚田村と合併して船橋市となり、三咲は同市の大字となる。1940年、船橋市は市内の大字を廃して「町」に再編し、大字三咲は三咲町となった。戦後、住居表示の実施により、1981年に三咲1〜5丁目・咲が丘1〜4丁目（1丁目以外は一部）・みやぎ台1〜3丁目（一部）、1982年に南三咲1〜4丁目、1985年に三咲6〜9丁目が成立。1940年成立の三咲町は、ごく一部が住居表示未実施地区として残存する。

## 世帯数と人口
2017年（平成29年）11月1日現在の世帯数と人口は以下の通りである。

### 三咲
| 丁目       | 世帯数    | 人口     |
| ---------- | --------- | -------- |
| 三咲一丁目 | 263世帯   | 715人    |
| 三咲二丁目 | 902世帯   | 2,098人  |
| 三咲三丁目 | 408世帯   | 1,150人  |
| 三咲四丁目 | 496世帯   | 1,214人  |
| 三咲五丁目 | 645世帯   | 1,585人  |
| 三咲六丁目 | 408世帯   | 978人    |
| 三咲七丁目 | 403世帯   | 938人    |
| 三咲八丁目 | 434世帯   | 1,202人  |
| 三咲九丁目 | 66世帯    | 151人    |
| 計         | 4,025世帯 | 10,031人 |

### 三咲町
| 町丁   | 世帯数 | 人口 |
| ------ | ------ | ---- |
| 三咲町 | 33世帯 | 85人 |

## 小・中学校の学区
市立小・中学校に通う場合、学区は以下の通りとなる。
| 丁目・町丁 | 番地             | 小学校                 | 中学校                 |
| ---------- | ---------------- | ---------------------- | ---------------------- |
| 三咲一丁目 | 全域             | 船橋市立二和小学校     | 船橋市立御滝中学校     |
| 三咲二丁目 | 全域             | 船橋市立三咲小学校     | 船橋市立御滝中学校     |
| 三咲三丁目 | 全域             | 船橋市立三咲小学校     | 船橋市立御滝中学校     |
| 三咲四丁目 | 全域             | 船橋市立大穴北小学校   | 船橋市立大穴中学校     |
| 三咲五丁目 | 18〜33番         | 船橋市立大穴北小学校   | 船橋市立大穴中学校     |
| 三咲五丁目 | 1〜17番          | 船橋市立大穴小学校     | 船橋市立大穴中学校     |
| 三咲六丁目 | 1〜13番 23〜35番 | 船橋市立大穴小学校     | 船橋市立大穴中学校     |
| 三咲六丁目 | 14〜22番         | 船橋市立大穴北小学校   | 船橋市立大穴中学校     |
| 三咲七丁目 | 全域             | 船橋市立大穴北小学校   | 船橋市立大穴中学校     |
| 三咲八丁目 | 全域             | 船橋市立大穴北小学校   | 船橋市立大穴中学校     |
| 三咲九丁目 | 全域             | 船橋市立八木が谷小学校 | 船橋市立八木が谷中学校 |
| 三咲町     | 119〜144番地     | 船橋市立八木が谷小学校 | 船橋市立八木が谷中学校 |
| 三咲町     | 432・433番地     | 船橋市立大穴小学校     | 船橋市立大穴中学校     |

## 交通
最寄駅は、京成電鉄松戸線三咲駅・滝不動駅。

## 施設
1丁目
- さくら治療院

2丁目
- 京成電鉄三咲駅
- 東京東信用金庫
- 船橋第一自動車教習所
- マキトレーデング

3丁目
- 英進幼稚園
- こばと保育園
- 船橋市北消防署三咲分署
- 大島記念嬉泉病院

4丁目
- 船橋三咲東郵便局
- 土佐工業

5丁目
- ランドロームジャパン本社・ランドロームフードマーケット三咲店

7丁目
- 北部福祉会館

9丁目
- ヒロハマ千葉工場

## 三咲町について
三咲町（みさきちょう）は三咲1〜9丁目・南三咲1〜4丁目・咲が丘1〜4丁目・みやぎ台1〜3丁目の成立後、住居表示未実施地区として残された小区域で、三咲9丁目北側と、南三咲4丁目東側の2箇所に残存する。空き地と農地が目立つ。

### 施設
- ヤマト運輸船橋三咲センター（北部）

### 近隣地名

#### 北部（三咲9丁目北側）
- 神保町（東）
- 八木が谷町（北）
- 三咲（南）
- みやぎ台（西）

#### 南部（南三咲4丁目東側）
- 大穴町（東）
- 高根台（南）
- 南三咲（西〜北）

## その他
- 船橋市立三咲小学校・船橋三咲郵便局が存在するが、実際にあるのは二和東。三咲には船橋三咲東郵便局は存在する。